# 1982 SM2
1982 SM2 är en asteroid i huvudbältet som upptäcktes den 18 september 1982 av den belgiske astronomen Henri Debehogne vid La Silla-observatoriet.